# Martine Nida-Rümelin
Martine Nida-Rümelin (* 1957 in München) ist Philosophin und, seit 1999, Professorin an der Universität Freiburg in der Schweiz. Ihre Hauptarbeitsgebiete sind Philosophie des Geistes, Erkenntnistheorie und Sprachphilosophie.  

## Forschung
Der größte Teil ihrer publizierten Arbeit beschäftigt sich mit dem besonderen Status bewusstseinsfähiger Wesen und zielt darauf ab, eine nicht-materialistische Sichtweise zu entwickeln, welche die Schwächen traditioneller Versionen des Dualismus vermeidet. Dabei stehen die Themen phänomenales Bewusstsein, Identität bewusstseinsfähiger Wesen über die Zeit und über mögliche Welten hinweg, sowie die Aktivität im Handeln im Zentrum ihres Forschungsinteresses. Sie gehört zu den Philosophinnen der analytischen Tradition, welche rationalen Intuitionen und phänomenologischer Reflexion große Bedeutung beimessen. 

## Leben
Nida-Rümelin studierte Philosophie, Psychologie, Mathematik und Politikwissenschaft an der Ludwig-Maximilians-Universität München. 1994 erhielt sie den Wolfgang-Stegmüller-Preis der deutschen Gesellschaft für Analytische Philosophie für ihre Doktorarbeit „Farben und phänomenales Wissen“.
In ihrer Dissertation beschäftigte sie sich mit dem vom australischen Philosophen Frank Cameron Jackson vorgetragenen Argument des unvollständigen Wissens, das sich gegen eine materialistische Auffassung des Bewusstseins richtet und eines der wichtigsten Qualia-basierten Argumente darstellt. Nida-Rümelins Reformulierung entgeht Problemen, an denen Jacksons Argumentation zu scheitern droht. Viel diskutiert wird etwa ihre abgewandelte Version des Mary-Gedankenexperimentes, das durch John Perry als „Nida-Rümelin room“ in die Debatte eingegangen ist.
In ihrer Habilitation entwickelte sie eine nicht-reduktionistische These bezüglich der Identität von bewusstseinsfähigen Individuen.
Für 2019 wurde ihr in Paris der Jean-Nicod-Preis zugesprochen, für 2022 der Frege-Preis in Berlin.
Nida-Rümelin ist die Tochter des Künstlers Rolf Nida-Rümelin, die Enkelin des Bildhauers Wilhelm Nida-Rümelin und die Schwester des Philosophen und Politikers Julian Nida-Rümelin.

## Ausgewählte Publikationen
- Farben und phänomenales Wissen. Eine Kritik materialistischer Theorien des Geistes, Conceptus Sonderband, Academia, St. Augustin 1993.
- Der besondere Status von Personen: Eine Anomalie für die Theorie praktischer Rationalität. In: Julian Nida-Rümelin und Ulrike Wessels (Hrsg.): Praktische Rationalität, de Gruyter, Berlin, 1993, S. 143–166.
- Was Mary nicht wissen konnte. Phänomenale Zustände als Gegenstand von Überzeugungen. In Thomas Metzinger (Hrsg.): Bewußtsein, Beiträge aus der Gegenwartsphilosophie, Schöningh, Paderborn, 1995, S. 259–282.
- Pseudonormal Vision and Color Qualia. In Stuart Hameroff, Alfred Kaszniak und David Chalmers (Hrsg.): Toward a Science of Consciousness III, The Third Tucson Discussions and Debates, MIT Press, 1999, S. 75–84.
- Grasping Phenomenal Properties. In Torin Alter & Sven Walter (Hrsg.): Phenomenal Belief and Phenomenal Concepts, Oxford University Press, 2004.
- Der Blick von innen. Zur transtemporalen Identität bewusstseinsfähiger Wesen. Suhrkamp, Frankfurt am Main, 2006. ISBN 978-3-518-29387-4
- Dualist Emergentism, in Jonathan Cohen & Brian McLaughlin, Contemporary Debates in Philosophy of Mind, Blackwell Publishing.
- Die Person als Autor ihres Tuns. Bemerkungen zur Deutung neurobiologischer Daten. In Adrian Holderegger u. a. (ed.), Hirnforschung und Menschenbild, Fribourg Academic Press, 2008.
- The conceptual origin of subject body dualism. In Annalisa Colliva (Hrsg.): Self and Self-Knowledge, Oxford University Press, 2012.